# ميفينيتوين
ميفينيتوين (بالإنجليزية: Mephenytoin)‏ هو دواء يُستعمل في علاج صرع الفص الصدغي حسب إدارة الغذاء والدواء الأمريكية. يعمل هذا الدواء كمضاد اختلاج.